# Preußische S 9 Altona 561 und Altona 562
Die S 9 Altona 561 und Altona 562  der Preußischen Staatseisenbahnen waren zwei zu Versuchszwecken für Schnellfahrten gebaute Dampflokomotiven mit der Achsformel 2’B2’.

## Bezeichnungen
Diese beiden Versuchslokomotiven sind nicht gleichzusetzen mit den drei Jahre später in größerer Stückzahl erschienen 2’B1’ Lokomotiven des „Atlantic“-Typs, die ebenfalls die Baureihenbezeichnungen S 9 erhielten.
Die beiden zunächst der Eisenbahndirektion Altona zugeordneten Lokomotiven wurden nach dem ursprünglichen preußischen Lokomotiv-Bezeichnungssystem als Altona 561 und Altona 562 geführt. Mit der Umstellung auf das neue Bezeichnungssystem im Jahre 1906 wurden die Fahrzeuge in die Baureihenbezeichnung „S 9“ eingeordnet, wobei die bisherigen Bezeichnungen weiter als angehängte Ordnungsnummer dienten. 1910 wurden sie in S9 Altona 901 und S9 Altona 902 umgezeichnet und nachdem sie 1914 zur ED Hannover kamen, als S9 Hannover 999 und S9 Hannover 1000 geführt.

## Konstruktion
Die Altona 561 und Altona 562 waren das Ergebnis einer Ausschreibung des Vereins Deutscher Maschinen-Ingenieure aus dem Jahr 1902. Es sollte ein Entwurf für eine Dampflokomotive vorgelegt werden, welche einen 180 Tonnen schweren Zug in der Ebene mit 120 km/h über eine Dauer von drei Stunden befördern kann. Die zulässige Höchstgeschwindigkeit des Zuges sollte 150 km/h betragen, wobei ein betriebssicherer und ruhiger Gang gefordert war.
Zur Ausführung kamen die Pläne des Maschinenbauingenieurs Gustav Wittfeld aus dem preußischen Ministerium der öffentlichen Arbeiten und des Oberingenieurs Michael Kuhn bei der Maschinenfabrik Henschel & Sohn. Ihre Konstruktionen waren die weltweit ersten Lokomotiven mit der seltenen Achsfolge 2’B2’. Erstere bekam eine strömungsgünstig durchlaufende Verkleidung des Frontführerstandes, des Kessels und des hinteren Führerstandes. Bei der zweiten Lokomotive waren nur der Frontführerstand und der hintere Führerstand stromlinienförmig gestaltet. Die Frontführerstände sollten bei den angestrebten hohen Geschwindigkeiten eine gute Streckensicht ermöglichen.

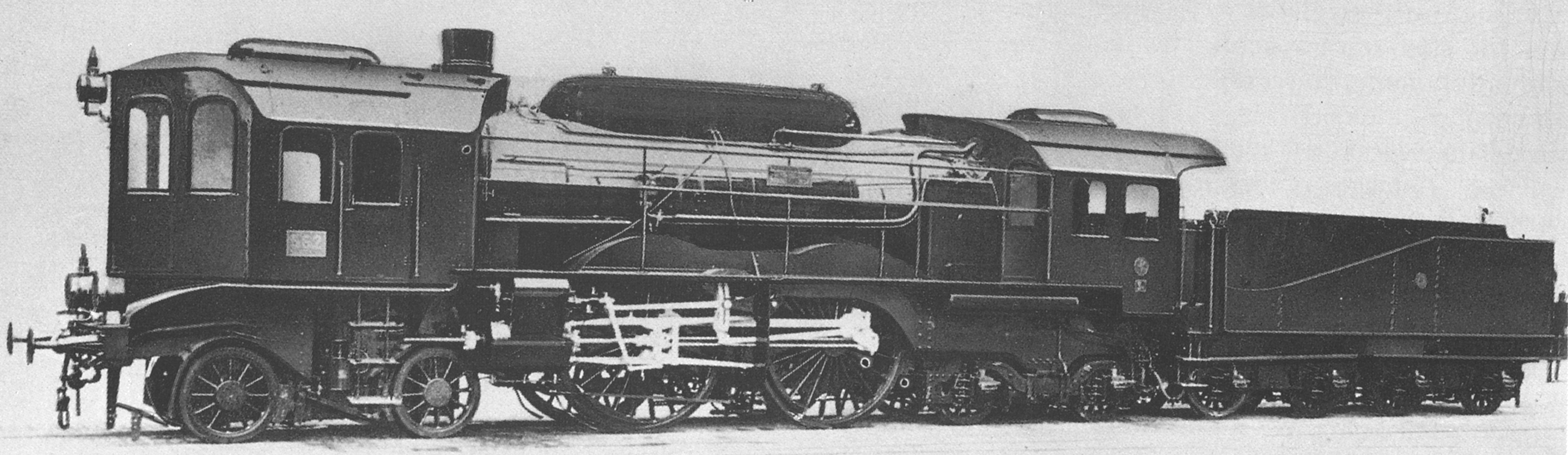
2’B2’ Lokomotive Altona 562 im Anlieferungszustand

Die Lokomotiven erhielten ein ungewöhnliches Dreizylinder-Verbundtriebwerk, wobei alle drei Zylinder den gleichen Durchmesser hatten. Die erste Kuppelachse wurde von dem mittleren Hochdruck-Zylinder, die zweite von den äußeren Niederdruckzylindern angetrieben. In England wurde diese von Walter Mackersie Smith entwickelte Triebwerksform 1902 sehr erfolgreich bei der Midland Railway in den 4-4-0 Compound-Lokomotiven der Class 1000 eingeführt und von der London, Midland and Scottish Railway fortgesetzt.
Die Schlepptender beider Maschinen waren Sonderanfertigungen, wobei im vollständig strömungsgünstig verkleideten Tender der Altona 561 ein seitlicher Durchgang vom Führerstand zum angekoppelten Zug hin eingebaut war.

2’C2’ Lokomotive Erfurt 1380

Zeitgleich wurde von Henschel auch die 2’C2’ h4v Gebirgs-Schnellzug-Tenderlokomotive Erfurt 1380 (ab 1906 als T 16 Erfurt 1380 bezeichnet) mit Frontführerstand gebaut, die sehr der Altona 562 ähnelte. Aufgrund zu hoher Achslasten konnte diese Lokomotive nicht von der Staatsbahn eingesetzt werden.

## Versuche
Während der Schnellfahrversuche mit Dampflokomotiven zwischen Marienfelde und Zossen auf der Königlich Preußischen Militäreisenbahn Anfang 1904 erreichte die S 9 Altona 561 mit einem 109 Tonnen schweren Zug – gebildet aus drei Durchgangszug-Wagen – eine Geschwindigkeit von 137 km/h, dabei leistete sie maximal 1400 PS. Sie blieb damit hinter den Erwartungen zurück, die man in diese große, aufwendige Bauart gesetzt hatte. Die anderen zu den Vergleichsfahrten herangezogenen Lokomotiven waren leichter und daher vor dem ebenfalls sehr leichten Probezug im Vorteil. So erreichte eine wesentlich kleinere Preußische S 4 mit Heißdampftriebwerk mit dem gleichen Zug immerhin 136 km/h.

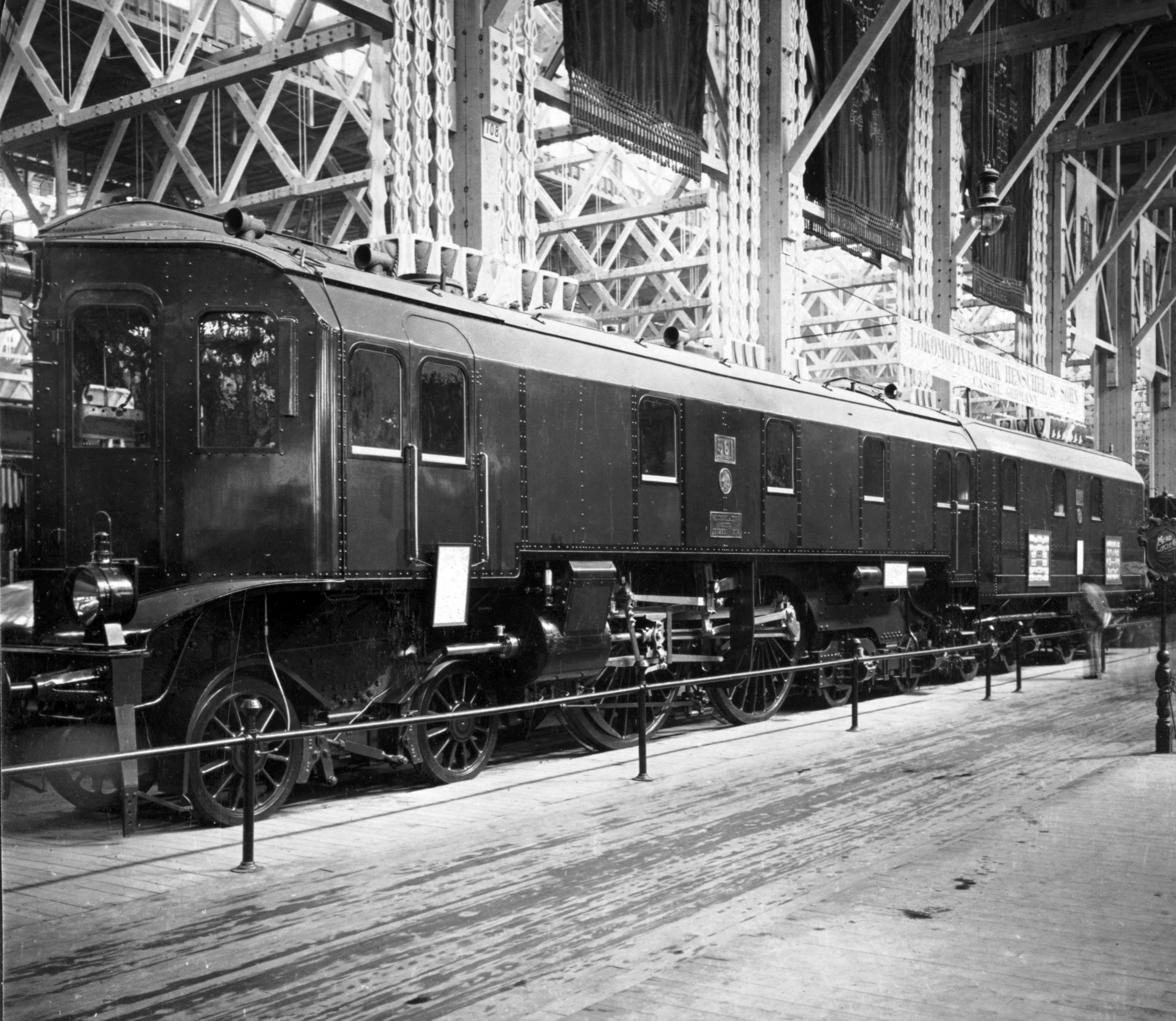
Versuchslok Altona 561 auf der Weltausstellung in St. Louis, 1904

Im Anschluss an die Versuchsfahrten wurde die Lok Altona 561 von Henschel auf der Weltausstellung in St. Louis im Sommer und Herbst 1904 ausgestellt. Beide Lokomotiven galten aber als Fehlkonstruktion und gingen nicht in Serie. Fachleute gehen davon aus, dass die Abmessungen des Dreizylinder-Verbundtriebwerks nicht ausreichend waren. Eine sorgfältigere Konstruktion vorausgesetzt, hätten die Maschinen eine Leistung von etwa 1600 PS erreichen können. Außerdem gab es Probleme mit dem Massenausgleich, da die beiden Außenzylinder ohne Kurbelversetzung arbeiteten. Beide Lokomotiven wurden schon kurz nach Indienststellung mit Blitzkurbeln ausgerüstet, bei der Altona 561 brachte man nach Abbau der Blitzkurbeln zusätzliche Gegengewichte an. 
Um 1914 entfernte man die Frontführerstände und die Verkleidung und setzte die beiden Lokomotiven noch bis 1918 von Hannover aus im Schnellzugdienst ein.

## Andere 2’B2’
Erfolgreicher war im Jahr 1907 die Bayerische S 2/6, die mit der gleichen Achsfolge und dem gleichen Treibraddurchmesser von 2.200 mm 154 km/h erreichte. Auch die S 2/6 war jedoch für den Alltagsbetrieb wegen der geringen Reibungslast weniger gut geeignet, und insgesamt wurden weltweit nur sehr wenige Lokomotiven mit dieser Achsfolge gebaut, deren Hauptnachteil die verglichen mit der unterzubringenden Leistung geringe Zugkraft war – es waren ja nur zwei der sechs Achsen angetrieben. In den USA wurden nur fünf 2’B2’ gebaut. Eine wurde nach kurzer Zeit verschrottet, die anderen vier schon nach kurzer Zeit in Atlantics (2’B1’) umgebaut. Ähnlich erging es der einzigen 2’B2’ in Frankreich, die bald zu einer 2’C umgebaut wurde.
In Kanada wurden in den 1930er Jahren zwei erfolgreiche Serien von 2’B2’ für die Canadian Pacific Railway gebaut, die Serien F-1a (20 Stück) und F-2a (5 Stück). Letztere waren vergleichbar mit den Riesen-Atlantics (Klasse A) der Milwaukee, St. Paul & Pacific Railroad. Nach diesen als „Jubilee-Klasse“ bezeichneten Lokomotiven erhielt die Achsfolge 2’B2’ auch ihren Namen „Jubilee“.
Entgegen dem Trend beschafften die belgischen Staatsbahnen SNCB im Jahr 1939 eine kleinere Serie von sechs zweifach gekuppelter Schnellzuglokomotiven der Reihe 12 mit der Achsfolge 2’B1’, die sich vor kurzen und leichten Zügen gut bewährten und bis 1962 in Planeinsatz befanden.